# Альтамонт (Юта)
Альтамонт (англ. Altamont) — місто (англ. town) в США, в окрузі Дюшен штату Юта. Населення — 239 осіб (2020).

## Географія
Альтамонт розташований за координатами 40°21′33″ пн. ш. 110°17′14″ зх. д. / 40.35917° пн. ш. 110.28722° зх. д. (40.359033, -110.287312).  За даними Бюро перепису населення США в 2010 році місто мало площу 0,37 км², уся площа — суходіл. В 2017 році площа становила 0,49 км², уся площа — суходіл.

## Демографія
Згідно з переписом 2010 року, у місті мешкало 225 осіб у 83 домогосподарствах у складі 60 родин. Густота населення становила 607 осіб/км².  Було 90 помешкань (243/км²).
Расовий склад населення:
| - 96,0 % — білих - 2,2 % — корінних американців |

До двох чи більше рас належало 1,3 %. Частка іспаномовних становила 1,3 % від усіх жителів.
За віковим діапазоном населення розподілялося таким чином: 31,6 % — особи молодші 18 років, 55,5 % — особи у віці 18—64 років, 12,9 % — особи у віці 65 років та старші. Медіана віку мешканця становила 28,4 року. На 100 осіб жіночої статі у місті припадало 86,0 чоловіків;  на 100 жінок у віці від 18 років та старших — 77,0 чоловіків також старших 18 років.
Середній дохід на одне домашнє господарство  становив 71 344 долари США (медіана — 71 500), а середній дохід на одну сім'ю — 86 127 доларів (медіана — 88 750). Медіана доходів становила 77 292 долари для чоловіків та 50 125 доларів для жінок. За межею бідності перебувало 11,4 % осіб, у тому числі 12,1 % дітей у віці до 18 років та 14,7 % осіб у віці 65 років та старших.
Цивільне працевлаштоване населення становило 80 осіб. Основні галузі зайнятості: сільське господарство, лісництво, риболовля — 28,8 %, освіта, охорона здоров'я та соціальна допомога — 21,3 %, транспорт — 16,3 %.